# Nagyszalók vasútállomás
Nagyszalók vasútállomás (Veľký Slavkov) vasúti megállóhely Poprádhoz közel az Eperjesi kerületben Szlovákiában. A megállóhely a Poprád-Felka–Ótátrafüred–Csorbató között működő Tátrai villamosvasút vonalán fekszik. A Železničná spoločnosť Slovensko a.s. üzemelteti. 

## Fekvése
Az állomás Poprádtól 4 km-re északra fekszik.

## Kapcsolódó állomások
A vasútállomáshoz az alábbi állomások vannak a legközelebb:
- Alsóerdőfalva megállóhely (Csorbató vasútállomás, Poprad-Tatry – Štrbské Pleso railway line)
- Poprád-Tátra vasútállomás (Poprád-Tátra vasútállomás, Poprad-Tatry – Štrbské Pleso railway line)

## Vasútvonalak
Az állomást az alábbi vasútvonalak érintik:
- Poprad-Tatry – Štrbské Pleso railway line